# Puchar Zdobywców Pucharów Maghrebu (1975)
Puchar Zdobywców Pucharów Maghrebu (1975) był 6. i ostatnią edycją tych historycznych rozgrywek piłkarskich. Turniej odbywał się w stolicy Casablance w Maroku. W rozgrywkach brało udział 6 zespołów. Puchar zdobyła drużyna Étoile Sportive du Sahel. 

## Ćwierćfinały
Étoile Sportive du Sahel 3 - 2 (po dogr.)  Union Sidi Kacem

 MO Constantine 4 - 0  El Makarem Mahdia

## Półfinały
Étoile Sportive du Sahel 4 - 1  MC Alger

 Chabab Mohammédia ? - ?  MO Constantine

## Finał
Étoile Sportive du Sahel 0 - 0 (karne: 4 - 3)  Chabab Mohammédia